# اندیس ریش کوه
ریش کوه یک اندیس فلزی است که در حوالی شهر دهشیر استان یزد قرار دارد و مادهٔ معدنی موجود در آن، طلا است.سنگ میزبان این اندیس واحدهای آمیزه رنگین و سکانس رسوبی است و دیرینگی آن به دوران میوو پلیوسن می‌رسد. در این اندیس، پاراژنز‌های مگنتیت، هونتیت، کوارتز و اپیدوت یافت می‌شوند.